# アクシャタ・ムルティ
アクシャタ・ナラヤナ・ムルティ （英語: Akshata Narayan Murty 、ヒンディー語: अक्षता नारायण मूर्ती、1980年4月12日 - ）は、インドの実業家、ファッションデザイナー。第79代イギリス首相リシ・スナクの妻。 
父は、インドの多国籍IT企業インフォシスの初代CEOナラヤナ・ムルティである。